# Cá heo Tucuxi
Sotalia fluviatilis (tên tiếng Anh: Cá heo Tucuxi) là một loài động vật có vú trong họ Delphinidae, bộ Cetacea. Loài này được tìm thấy tại các con sông thuộc lưu vực sông Amazon và vùng ven biển Nam Mỹ thuộc Đại Tây Dương, kéo dài từ Panama tới Đông Nam Brasil. Từ tucuxi có nguồn gốc từ tiếng Tupi là tuchuchi-ana và là tên phổ biến của chúng. Mặc dù được tìm thấy ở cả khu vực sông nhưng chúng lại không liên quan gì tới loài cá heo sông Amazon. Thay vào đó, nó được phân loại trong họ cá heo đại dương chi Sotalia. Chúng có sự đa dạng giống như loài cá heo mũi chai, tuy nhiên, loài này là có những điểm khác so với cá heo mũi chai nên nó được xếp vào chi riêng, chi Sotalia. Một loài cá heo trước đây được coi là phân loài của cá heo Tucuxi nhưng đã được tách riêng ra, đó là loài Cá heo Costero (Sotalia guianensis).

## Phân bố
Cá heo Tucuxi sống dọc theo các nhánh sông Amazon ở Brazil, Peru, miền đông nam Colombia, và phía đông Ecuador. Nhiều con cá heo đã được nhìn thấy ở phía Bắc sông Orinoco, dù nhiều tài liệu không nói rõ đây là loài cá heo Tucuxi hay cá heo mũi chai.

## Mô tả
Loài này có kích thước tương tự cá heo mũi chai nhưng thường là nhỏ với khoảng 1,5 mét (4,9 ft). Chúng có màu xám sáng, hơi xanh ở phía trên và hai bên sườn. Bụng của chúng thường có màu hồng nhạt. Mỏ của chúng có độ dài vừa phải. Cá heo Tucuxi có từ 26 đến 36 cặp răng ở hàm trên và dưới.
Cá heo Tucuxi sống thành nhóm nhỏ khoảng 10-15 con. Chúng có khả năng nhào lộn khi lao lên trên mặt nước và ít khi lướt theo các con thuyền như các loài cá heo khác. Các nghiên cứu cho thấy loài này có thể sống tới 35 năm. 
Chúng ăn nhiều loại cá khác nhau, trong đó có cả cá heo sông khác.

## Hình ảnh

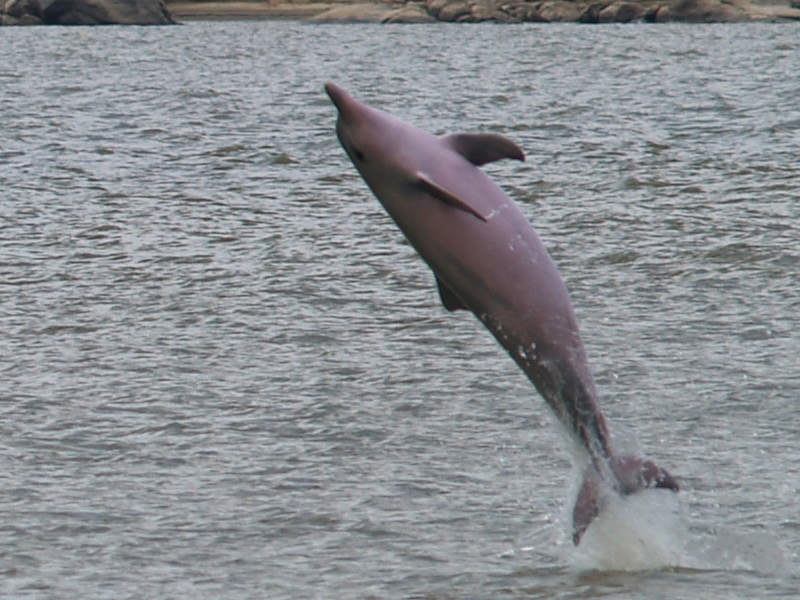
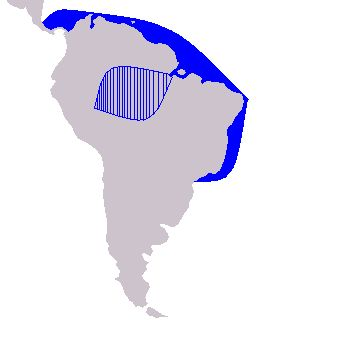
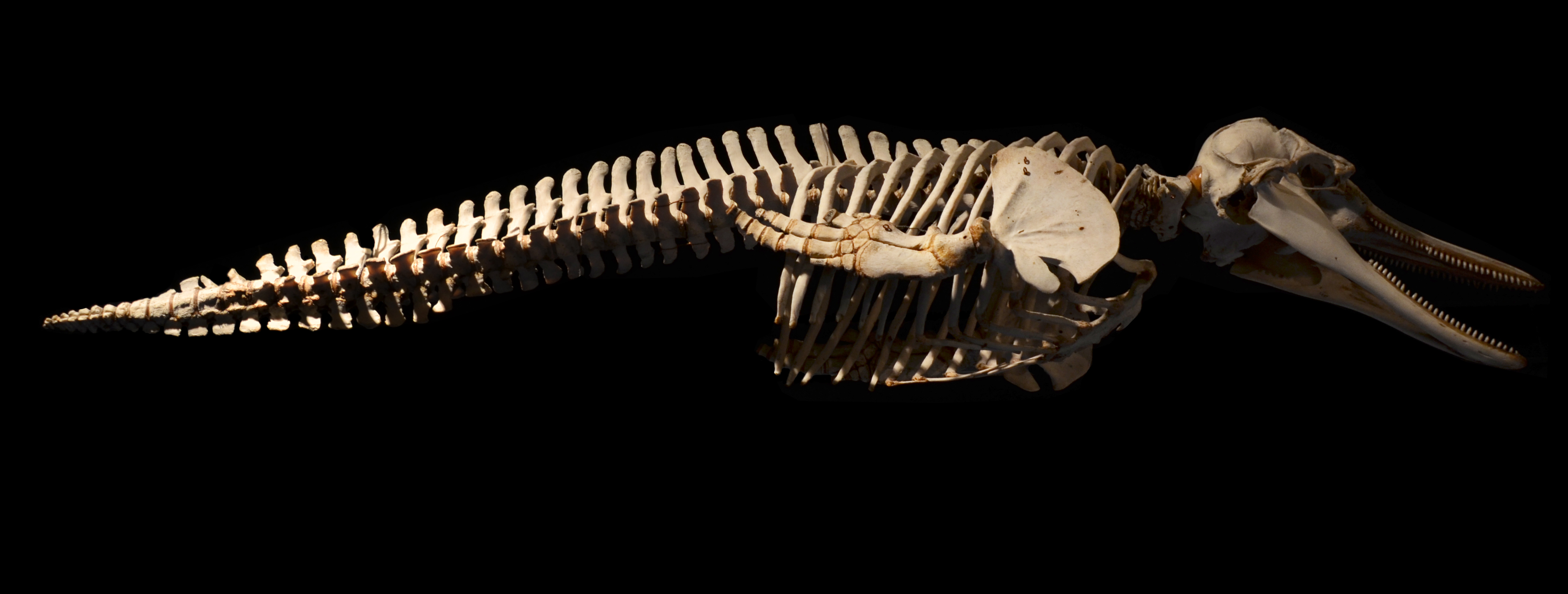